# Maramangalathupatti
Maramangalathupatti là một thị trấn thống kê (census town) của quận Salem thuộc bang Tamil Nadu, Ấn Độ.

## Nhân khẩu
Theo điều tra dân số năm 2001 của Ấn Độ, Maramangalathupatti có dân số 11.378 người. Phái nam chiếm 51% tổng số dân và phái nữ chiếm 49%. Maramangalathupatti có tỷ lệ 69% biết đọc biết viết, cao hơn tỷ lệ trung bình toàn quốc là 59,5%: tỷ lệ cho phái nam là 74%, và tỷ lệ cho phái nữ là 63%. Tại Maramangalathupatti, 11% dân số nhỏ hơn 6 tuổi.